# Le Rheu
Le Rheu är en kommun i departementet Ille-et-Vilaine i regionen Bretagne i nordvästra Frankrike. Kommunen ligger i kantonen Mordelles som tillhör arrondissementet Rennes. År 2022 hade Le Rheu 9 823 invånare.

## Befolkningsutveckling
Antalet invånare i kommunen Le Rheu
Referens:INSEE